# Kap Verde i olympiska sommarspelen 2020
Kap Verde deltog med en trupp på sex idrottare vid de olympiska sommarspelen 2020 i Tokyo som hölls mellan den 23 juli och 8 augusti 2021 efter att ha blivit framflyttad ett år på grund av coronaviruspandemin. Det var 7:e sommar-OS som Kap Verde deltog vid. Ingen av landets deltagare erövrade någon medalj.

## Boxning
| Idrottare             | Gren               | Sextondelsfinal      | Åttondelsfinal       | Kvartsfinal          | Semifinal            | Final                | Final            |
| Idrottare             | Gren               | Motståndare Resultat | Motståndare Resultat | Motståndare Resultat | Motståndare Resultat | Motståndare Resultat | Placering        |
| --------------------- | ------------------ | -------------------- | -------------------- | -------------------- | -------------------- | -------------------- | ---------------- |
| Daniel Varela de Pina | Herrarnas flugvikt | bye                  | Zoirov (UZB) L 0–5   | Gick inte vidare     | Gick inte vidare     | Gick inte vidare     | Gick inte vidare |

## Friidrott
Förkortningar
- Notera– Placeringar avser endast det specifika heatet.
- Q = Tog sig vidare till nästa omgång
- q = Tog sig vidare till nästa omgång som den snabbaste förloraren eller, i teknikgrenarna, genom placering utan att nå kvalgränsen
- i.u. = Omgången fanns inte i grenen
- Bye = Idrottaren behövde inte tävla i omgången

Gång- och löpgrenar
| Idrottare      | Gren                 | Heat     | Heat      | Semifinal        | Semifinal        | Final            | Final            |
| Idrottare      | Gren                 | Resultat | Placering | Resultat         | Placering        | Resultat         | Placering        |
| -------------- | -------------------- | -------- | --------- | ---------------- | ---------------- | ---------------- | ---------------- |
| Jordin Andrade | Herrarnas 400 m häck | 50,64    | 7         | Gick inte vidare | Gick inte vidare | Gick inte vidare | Gick inte vidare |

## Gymnastik

### Rytmisk
| Idrottare    | Gren         | Kval     | Kval   | Kval   | Kval  | Kval   | Kval      | Final            | Final            | Final            | Final            | Final            | Final            |
| Idrottare    | Gren         | Tunnband | Boll   | Käglor | Band  | Totalt | Placering | Tunnband         | Boll             | Käglor           | Band             | Totalt           | Placering        |
| ------------ | ------------ | -------- | ------ | ------ | ----- | ------ | --------- | ---------------- | ---------------- | ---------------- | ---------------- | ---------------- | ---------------- |
| Márcia Lopes | Individuellt | 7,550    | 13,200 | 12,550 | 9,550 | 42,850 | 26        | Gick inte vidare | Gick inte vidare | Gick inte vidare | Gick inte vidare | Gick inte vidare | Gick inte vidare |

## Judo
| Idrottare        | Gren                             | Sextondelsfinal        | Åttondelsfinal           | Kvartsfinal          | Semifinal            | Återkval             | Final / BM           | Final / BM       |
| Idrottare        | Gren                             | Motståndare Resultat   | Motståndare Resultat     | Motståndare Resultat | Motståndare Resultat | Motståndare Resultat | Motståndare Resultat | Placering        |
| ---------------- | -------------------------------- | ---------------------- | ------------------------ | -------------------- | -------------------- | -------------------- | -------------------- | ---------------- |
| Sandrine Billiet | Damernas halv mellanvikt (63 kg) | Khojieva (UZB) W 10–00 | Agbegnenou (FRA) L 00–01 | Gick inte vidare     | Gick inte vidare     | Gick inte vidare     | Gick inte vidare     | Gick inte vidare |

## Simning
| Idrottare  | Gren                    | Heat    | Heat      | Semifinal        | Semifinal        | Final            | Final            |
| Idrottare  | Gren                    | Tid     | Placering | Tid              | Placering        | Tid              | Placering        |
| ---------- | ----------------------- | ------- | --------- | ---------------- | ---------------- | ---------------- | ---------------- |
| Troy Pina  | Herrarnas 50 m frisim   | 25,97   | 58        | Gick inte vidare | Gick inte vidare | Gick inte vidare | Gick inte vidare |
| Jayla Pina | Damernas 100 m bröstsim | 1.16,96 | 40        | Gick inte vidare | Gick inte vidare | Gick inte vidare | Gick inte vidare |